# 麻布区
麻布区（あざぶく、旧字体：麻󠄁布區）は、東京府東京市（後に東京都）にかつて存在した区である。1878年（明治11年）から1947年（昭和22年）までの期間（東京15区及び35区の時代）に存在した。現在の港区の一部。

## 地理
東京都の東に位置した。南西に笄川が、南に古川が位置し、東京都電車が、区の全域を走る。

### 隣接していた自治体
- 東京都
  - 芝区、赤坂区、渋谷区

## 歴史

### 沿革
- 1878年（明治11年）11月2日 - 郡区町村編制法施行により、以下の区域をもって東京府麻布区が置かれる[1]。区役所は麻布宮村町37番地（旧第2大区12小区区務所、現六本木5丁目16-45）に置き、11月4日に開庁し事務を開始する[1]。

- 飯倉町一丁目、飯倉町二丁目（現麻布台）
- 飯倉町五丁目、飯倉町六丁目（現東麻布）
- 飯倉町三丁目、飯倉町四丁目、麻布新網町一丁目、芝森元町一丁目、芝森元町二丁目、芝森元町三丁目（現麻布台、東麻布）
- 芝北新門前町（現東麻布、ごく一部が三田）
- 麻布宮下町、麻布網代町、麻布坂下町（現麻布十番）
- 麻布新網町二丁目（現東麻布、麻布十番）
- 麻布霞町（現西麻布、ごく一部は六本木）
- 麻布笄町（現西麻布、ごく一部は南青山）
- 麻布富士見町、麻布盛岡町、麻布東町、麻布竹谷町、麻布新堀町、麻布田島町、麻布新笄町（現南麻布）
- 麻布広尾町（現麻布十番、南麻布、ごく一部が三田、白金）
- 麻布西町（現元麻布）
- 麻布山元町（現麻布十番、元麻布）
- 麻布一本松町（現元麻布、ごく一部が麻布十番）
- 麻布三軒家町（現西麻布、元麻布）
- 麻布本村町（現元麻布、南麻布）
- 麻布仲ノ町、麻布市兵衛町二丁目、麻布谷町、麻布箪笥町、麻布今井町、麻布三河台町、麻布鳥居坂町、麻布東鳥居坂町、麻布六本木町、麻布北日ヶ窪町、麻布材木町、麻布龍土町（現六本木）
- 麻布我善坊町（現麻布台、ごく一部は六本木）
- 麻布市兵衛町一丁目（現六本木、ごく一部は虎ノ門）
- 麻布新龍土町（現六本木、ごく一部は南青山）
- 飯倉片町（現六本木、麻布台）
- 麻布南日ヶ窪町（現六本木、麻布十番）
- 麻布桜田町（現六本木、西麻布、元麻布）
- 麻布宮村町（現六本木、麻布十番、元麻布）
- 飯倉狸穴町（現麻布狸穴町、麻布台、麻布十番）
- 麻布永坂町（現麻布永坂町、麻布十番、六本木、ごく一部が麻布狸穴町）
- 渋谷上広尾町、渋谷下広尾町、渋谷広尾町（現渋谷区広尾）

- 1879年（明治12年）5月1日 - 麻布新笄町が麻布広尾町に編入。
- 1880年（明治13年） - 芝区芝新門前町の一部を編入。芝北新門前町を設置。
- 1886年（明治19年） - 赤坂区渋谷神原町（現渋谷区恵比寿）を編入。
- 1889年（明治22年）5月1日 - 市制施行により、東京府東京市麻布区となる。それに伴い、以下の再編が行われた。
  - 南豊島郡下渋谷村の一部、原宿村飛地（字五反田）の南半分を編入。
  - 渋谷下広尾町、渋谷広尾町、渋谷神原町の全域、麻布広尾町の一部、渋谷上広尾町の一部を渋谷町に編入。渋谷上広尾町の残部は麻布広尾町に編入。
- 1906年（明治39年）3月3日 - 東京電気鉄道（後の東京都電車）広尾線が開通する。
- 1911年（明治44年）
  - 町名の「麻布」「芝」の冠称を廃止。
  - 飯倉狸穴町を狸穴町に改称。
  - 麻布広尾町の一部（古川沿いの区域）を分割し、麻布新広尾町一丁目、二丁目、三丁目を設置。
- 1923年（大正12年）9月1日、関東大震災発生するも区役所庁舎は倒壊を免れるが、震災により被災した他12区の区役所庁舎にならって新庁舎建設を決定。
- 1935年（昭和10年） 新庁舎竣工。
- 1937年（昭和12年）旧庁舎を日本獣医学校（現・日本獣医生命科学大学）に譲渡し、同学校が現・武蔵野市に移転するとともに移築される。
- 1943年（昭和18年）7月1日 - 東京都制施行により、東京都麻布区となる。
- 1947年（昭和22年）3月15日 - 芝区、麻布区および赤坂区の区域をもって港区が発足[2]。同時に旧区域の町名に「麻布」の冠称がつけられる。
  - 港区発足後、旧麻布区役所庁舎は港区役所麻布支所→港区役所麻布地区総合支所として建て替えを経て現在も同地にある。

## 行政
歴代区長は、歴代区長一覧 - 東京都 (PDF) の麻布区の項を参照

## 地域

### 教育
- 曹洞宗大學林専門学校
- 電信協会管理無線電信講習所
- 東京高等工学院
- 府立第三高等女学校
- 東洋英和女学校
- 順心高等女学校
- 麻布中学校
- 麻布夜間中学
- 笄国民学校
- 本村国民学校
- 麻布国民学校
- 南山国民学校
- 東町国民学校

## 交通

### 鉄道路線
- 東京都交通局
  - 東京都電車
    - 広尾線:墓地下 - 霞町 - 赤十字病院下 - 広尾橋 - 天現寺橋
    - 古川線:天現寺橋 - 光林寺前 - 四ノ橋 - 古川橋 - 三ノ橋 - 二ノ橋 - 一ノ橋 - 麻布中ノ橋 - 赤羽橋
    - 札の辻線:赤羽橋 - 飯倉四 - 飯倉一
    - 六本木線:飯倉一 - 飯倉片町 - 三河台町 - 六本木 - 竜土町 - 新坂町
    - 伊皿子線:天現寺橋

六本木駅（東京メトロ日比谷線、都営地下鉄大江戸線）、広尾駅（日比谷線）、麻布十番駅（南北線、都営大江戸線）、赤羽橋駅（都営大江戸線）、六本木一丁目駅（南北線）は開業していなかった。

## 名所・旧跡・観光スポット・祭事・催事
- 有栖川宮記念公園
- 善福寺
- 長谷寺
- 日本経緯度原点

## 関係者
著名な出身者
- 青山二郎 - 装丁家、美術家（麻布新広尾町〈南麻布〉生まれ）
- 赤木圭一郎 - 俳優
- 麻生武治 - スキー選手
- 石橋湛山 - 内閣総理大臣、経済記者、評論家
- 糸川英夫 - 航空宇宙工学者、ロケット工学者
- 井上順 - タレント
- 入江相政 - 随筆家、侍従長
- 岩淵達治 - ドイツ文学者
- 上田貞次郎 - 経済学者
- 榎本健一 - 俳優、コメディアン
- 大野靖子 - 脚本家
- 大場磐雄 - 考古学者
- 音丸 - 歌手
- 岡新 - 大日本帝国海軍中将、総力戦研究所所長
- 緒方貞子 - 国際政治学者
- 加茂さくら - 女優
- 川村純義 - 大日本帝国海軍大将 / 麻布狸穴町の屋敷に幼少期の大正天皇が預けられた。
- 九條今日子 - 俳優、演劇・映画プロデューサー
- 熊倉一雄 - 俳優
- 黒尾重明 - プロ野球選手
- 香淳皇后 - 皇族
- 西郷寅太郎 - 大日本帝国陸軍大佐 / 西郷隆盛の子
- 西郷隆輝 - 寅太郎の子、夭折
- 西郷吉之助 - 法務大臣
- 佐々淳行 - 警察・防衛官僚
- 高島重孝 - 医師
- 高見順 - 作家（生後翌年から麻布飯倉町育ち）
- 竹中久七 - 前衛詩人、シュールレアリスム評論家
- 二代目・田中長兵衛 - 田中鉱山社長
- 土屋耕一 - コピーライター
- 鶴見俊輔 - 評論家
- デヴィ・スカルノ - タレント、元インドネシア大統領夫人（麻布霞町〈西麻布〉出身）
- 遠山一行 - 音楽評論家
- 轟夕起子 - 俳優
- 西竹一 - 大日本帝国陸軍大佐、1932年ロス五輪馬術優勝者 / 通称「バロン西」（麻布笄町・麻布桜田町〈西麻布〉出身）
- 蓮實重彦 - 文芸・映画評論家、東大総長
- 旗照夫 - ジャズ・シンガー
- 東坊城恭長 - 俳優
- 古谷敏 - 俳優
- 三井八郎衛門高公 - 三井家当主
- 森芳雄 - 洋画家
- 柳宗悦 - 評論家、民藝運動家
- 柳原白蓮 - 詩人 /「白蓮事件」
- 山形勲 - 俳優（ロンドン生まれ、麻布市兵衛町〈六本木〉育ち）
- 山口勇 - 俳優
- 山口瞳 - 作家
- 山内明 - 俳優
- 山本丘人 - 日本画家
- 湯川秀樹 - 理論物理学者
- 萬屋錦之介 - 俳優
- 若原春江 - 俳優
- 和田周 - 俳優
- 渡辺美佐子 - 俳優

往時の居住その他ゆかりある人物
- 高野長英（麻布宮村町〈元麻布2・3丁目〉や麻布本村町〈南麻布〉、遠く郷里水沢や四国宇和島まで妻子と隠棲しながら逃避行を続けていたが、1850年10月30日に青山百人町〈南青山〉の隠棲先で南町奉行遠山景元配下の同心や捕方らに殴打の末に捕縛され絶命した。）
- 沖田総司（麻布桜田町界隈にあった陸奥白河藩阿部播磨守下屋敷〈現在の六本木ヒルズテレ朝通り向かい西麻布3丁目桜田神社界隈〉で生まれ育つ[3]。）
- 和宮親子内親王（麻布市兵衛町〈現在の六本木1・3丁目付近〉で居住死去）
- 有栖川宮威仁親王（麻布盛岡町〈現在の南麻布〉）
- 笠井庄兵衞 - 政治家、実業家（麻布飯倉町）
- 三条実美（麻布市兵衛町で居住死去）
- 井上馨 - 政治家、実業家（麻布宮村町）
- 三井八郎衛門高棟 - 三井家当主（麻布笄町〈現在の西麻布4丁目〉）
- 仲小路彰 - 思想家・歴史哲学者（麻布広尾町〈南麻布〉出身）
- 永井荷風 - 作家（1919年、麻布市兵衛町に偏奇館を新築し居住）
- 岡本綺堂 - 作家（1923年の関東大震災に焼け出され、麻布宮村町〈元麻布3丁目9番地〉の借家に居住）
- 川端康成 - 作家（1926年の数日間、麻布宮村町の知人宅に寄宿）
- 廣田弘毅 - 内閣総理大臣（麻布笄町）
- 後藤一蔵 - 実業家、政治家（後藤新平の子で、1954年に麻布三軒家町〈現在の元麻布・西麻布〉の自宅で死去）
- 小林中 - 実業家（麻布北新門前町〈現在の東麻布2丁目〉）
- 松本重雄 - 日銀理事（麻布笄町居住）
- 向田邦子 - 脚本家・作家（終戦後、実践女子専門学校に通うため麻布市兵衛町の祖父母宅に下宿）

## 関連文献
- 『麻布区史』東京市麻布区、1941年。NDLJP:1042117。